# Sinemys
Sinemys is een geslacht van uitgestorven schildpadden uit het Laat-Jura tot het Vroeg-Krijt van China en Japan. Er zijn zes soorten benoemd: de typesoort Sinemys lens uit het Kimmeridgien-Tithonien van Shandong; Sinemys gamera, Sinemys brevispinus en Sinemys chabuensis uit het Valanginien-Albien van Nei Mongol, Sinemys efremovi en Sinemys wuerhoensis uit het Aptien-Albien van Xinjiang.

## Naamgeving
De typesoort Sinemys lens werd in 1930 benoemd door de Zweedse onderzoeker Carl Wiman. De geslachtsnaam is afgeleid van Sinae, Latijn voor 'Chinezen', en het Grieks emys, 'zoetwaterschildpad'. De soortaanduiding is het Latijn lens, 'linze'.
Het typemateriaal bestaat uit een reeks syntypen, de specimina PMU.R 1500, PMU.R 1501, PMU.R 1502, PMU.R 1503, PMU.R 1504, PMU.R 1505 en PMU.R 1506. Het betreft een aantal schilden. Ze maken deel uit van de collectie van de Universiteit van Uppsala.
In 1973 benoemde Yeh de soort Sinemys wuerhoensis op basis van twintig syntypen. In 2007 werd specimen IVPP V4074 aangewezen als het lectotype en de soort werd meteen beoordeeld als een nomen dubium, want de typereeks zou minstens drie aparte taxa vertegenwoordigen waarvan een benoemd werd als de nieuwe soort Ordosemys brinkmania.
In 1993 benoemden Brinkman & Peng de soort Sinemys gamera. De soortaanduiding verwijst naar Gamera, een Japans filmmonster in de vorm van een gigantische schildpad. Het holotype is IVPP V9532-1, een schild. Tientallen specimina zijn aan de soort toegewezen waaronder een schedel.
In 1996 benoemde Chosatzki een Sinemys efremovi. Dat werd later het aparte geslacht Wuguia.
In 2012 benoemden Tong en Brinkman de soort Sinemys brevispinus. De soortaanduiding verwijst naar de korte doornuitsteeksels. Het holotype is IVPP V9538-1, een skelet gevonden bij Chabu Sumu.
In 2018 benoemden Ji en Cheng de soort Sinemys chabuensis. De soortaanduiding verwijst naar de herkomst uit de vindplaats Chabu Sumu. Het holotype is IG 13051, een schild.

## Fylogenie
Sinemys werd in 1963 in een eigen Sinemydidae geplaatst.